# Finn Lemke
Finn Lemke (ur. 30 kwietnia 1992 w Bremie) – niemiecki piłkarz ręczny, reprezentant kraju grający na pozycji lewego rozgrywającego. Obecnie występuje w Bundeslidze, w drużynie TBV Lemgo.

## Sukcesy

### reprezentacyjne

#### Igrzyska Olimpijskie
- (2016)